# Tiêu Ý
Tiêu Ý (chữ Hán: 蕭懿, ? – 500), tự Nguyên Đạt, người Nam Lan Lăng , tướng lĩnh nhà Nam Tề, anh trai cả của Lương Vũ đế.

## Cuộc đời
Ông là con trưởng của Tiêu Thuận Chi. Ban đầu làm An Nam Thiệu Lăng vương hành tham quân, tập tước Lâm Tương huyện hầu, được thăng làm Thái tử xá nhân, tẩy mã, Kiến An vương hữu. Ra làm Tấn Lăng thái thú, được khen ngợi là giỏi cai trị. Về triều làm Trung thư thị lang.
Cuối những năm Vĩnh Minh (483 – 493), thụ Trì tiết, đô đốc Lương, Nam, Bắc Tần, Sa 4 châu chư quân sự, Tây Nhung hiệu úy, Lương, Nam Tần 2 châu thứ sử. Gia hiệu Quan Quân tướng quân. Năm ấy, người Bắc Ngụy xâm phạm Hán Trung, vây Nam Trịnh. Ý cố thủ, quân Ngụy lui về, Ý sai Đê soái Dương Nguyên Tú đánh hạ được 6 đồn thú của Bắc Ngụy, biên cảnh được yên. Tiến hiệu Chinh lỗ tướng quân, tăng phong 300 hộ, thăng làm Đốc Ích, Ninh 2 châu quân sự, Ích Châu thứ sử. Về triều làm Thái tử hữu vệ soái, Thượng thư lại bộ lang, Vệ úy khanh.
Năm Vĩnh Nguyên thứ 2 (500), Bùi Thúc Nghiệp chiếm Dự Châu làm phản, Ý được thụ Trì tiết, Chinh lỗ tướng quân, Đốc Dự Châu chư quân sự, Dự Châu thứ sử. Lĩnh Lịch Dương, Nam Tiếu 2 quận thái thú, đánh dẹp Thúc Nghiệp. Thúc Nghiệp sợ, bèn đầu hàng Bắc Ngụy.
Kế đó Bình tây tướng quân Thôi Huệ Cảnh vào cướp Kinh ấp, vây đài thành. Nhà Tề đại loạn, có chiếu triệu Ý. Ý đang dùng cơm, ném đũa đứng dậy, soái 3000 quân đi cứu đài thành. Ông đại phá con trai của Huệ Cảnh là Giác, thừa thắng tiến đánh, phản quân tan vỡ, Huệ Cảnh thua chạy rồi bị giết. Ý được thụ Thị trung, Thượng thư hữu bộc xạ. Chưa nhận chức, được thăng làm Thượng thư lệnh, Đô đốc chinh thảo thủy lục chư quân sự, Trì tiết, tướng quân như cũ. Tăng ấp 2500 hộ.
Khi ấy Đông Hôn hầu bạo ngược, bọn Như Pháp Trân, Vương Tuyên Chi chấp chính, đố kỵ công lao của Ý, vu cáo ông mưu phản. Có người biết được, khuyên Ý chạy trốn, ông nói: "Người ta từ xưa đều chết, sao phải làm Thượng thư lệnh chạy trốn kia chứ?". Ít lâu sau Tiêu Bảo Quyển sai người mang rượu độc đến. Ông uống rượu độc mà chết, các con cháu đều bỏ trốn thoát, chỉ có 1 người là Tiêu Dung bị bắt giết.
Em ông là thứ sử Ung châu Tiêu Diễn dấy binh diệt Đông Hôn hầu, lập Hòa đế, đổi niên hiệu là năm Trung Hưng đầu tiên (501), truy tặng anh trai làm Thị trung, trung thư giám, Tư đồ. Tuyên Đức thái hậu  lâm triều , đổi tặng Thái phó. Năm Thiên Giám đầu tiên (502), Lương Vũ đế truy sùng thừa tướng, phong Trường Sa quận vương, thụy là Tuyên Vũ, cấp Cửu lưu, Loan lộ , bên cạnh có Lương xa (xe nằm), hoàng ốc (mái vàng), tả đạo (cờ tiết cắm bên trái) , trước sau có các bộ nhạc Vũ bảo, Cổ xuy, 2 bộ Vãn ca, 100 lính Hổ bôn mang kiếm. Táng theo lễ dành cho An Bình vương nhà Tấn .